# 미카게역 (한큐 전철)
미카게역(일본어: 御影駅, みかげえき)은 일본 효고현 고베시 히가시나다구에 있는 한큐 전철 고베 본선의 역이다. 역 번호는 HK-12이다.

## 역사
- 1920년 7월 16일: 한신 급행 전철로 한큐 고베 본선 개통과 동시에 개업.
- 1968년: 역 서쪽에 인상선이 설치됨.
- 1995년
  - 1월 17일: 한신・아와지 대지진으로 재해, 영업 정지.
  - 2월 13일: 당역 ~ 오지코엔 역 구간이 복구되고 이 구간에서 보통 열차의 정기 왕복 운행 개시.
  - 3월 13일: 오지코엔 ~ 산노미야 역 구간이 복구되고 당역 ~ 산노미야 역 구간에서 보통 열차의 정기 왕복 운행 개시.
  - 6월 1일: 오카모토 ~ 당역 구간이 복구되어 슈쿠가와 ~ 고베 고속 철도 신카이치 역 구간에서 보통 열차의 정기 왕복 운행 개시.
  - 6월 12일: 니시노미야키타구치 ~ 슈쿠가와 역 구간이 복구되고, 개통.
- 2013년 12월 21일: 역 번호 도입.

고베 본선의 중간역에서는 한큐와 JR역이 가장 근접하는 역은 본 역이고, JR 고베 선과 경쟁의 앞, 지진 재해 전부터 그 역에 특급을 정차시키겠다는 구상은 있었다.
본 역이 특급 정차역이 된 것에 특급 소요 시간이 늘어났기 때문에 보통 열차의 롯코 역의 대피가 없어졌다.

## 역 구조
2면 2선의 상대식 승강장을 가진 지상역이다. 산노미야 방향에 대피선이 있는 관계로 정류소가 아니다.
개찰구는 각 승강장의 우메다 방향에 있지만 승강장이 경사면에 있어 대합실을 포함한 승강장의 위치보다 아랫층에 설치되었다. 두 승강장은 지하도로 연결되고 있으며 엘리베이터도 설치되어 있다.
남쪽 개찰구에는 역 계원이 배치되어 있는데 북쪽 개찰구에는 배치되지 않고, 통화 때는 비치된 인터폰을 사용한다. 화장실은 산노미야 방면 승강장의 우메다 방향에 있는 다기능의 화장실도 병설되었다.
본 역의 바로 서쪽, 상하 본선 사이에는 대피선이 1개 마련되어 있다. 1968년 4월부터 1998년 2월까지 고베 본선에서는 이 날의 롯코 역까지 산요 전기철도와 직통 운전을 수행했었으나 산요의 열차는 본 대피선까지 회송되었다. 직결 운행 종료 후에도 평일 아침 러시아워에 산노미야에서 증결을 하는 차량(2량 편성)이 니시노미야 차고에서 회송될 때 일단 본 대피선에 입선하고 영업 열차를 대피하고 있다.

### 승강장
| 역사쪽 | ■ 고베 본선 (하행) | 고베 (산노미야)・신카이치・산요 전철선 방면                |
| 반대쪽 | ■ 고베 본선 (상행) | 오사카 (우메다)・니시노미야키타구치・교토・다카라즈카 방면 |

## 역 주변
재계인, 문화인 등 장엄한 저택 건축이 많아 시내 제일의 고급 주택가이고 미술관이나 양과자점도 많다.
2008년에는 역의 남서쪽에 이르던 시도 유바 선이 연장되어 플랫폼 서쪽의 선로와 입체 교차가 완료되었다. 동시에 기존의 남문과 북문에도 로터리가 정비되었고, 한신 본선의 미카게 역이나 JR 고베 선・롯코 라이너의 스미요시 역과는 약 1.2km의 거리가 있다(도보로 약 15분).
- 세라 미술관
- 고세쓰 미술관
- 하쿠쓰루 미술관
- 후카다이케 공원
- 유즈루하 신사
- 고베 시립 미카게키타 초등학교
- 고베 시립 스미요시 중학교
- 고베 대학 부속 중등 교육학교
- 효고 현립 미카게 고등학교
- 가미미카게 우체국
- 고베 미카게야마테 우체국
- 고난 병원
- 고베 신교통 스미요시 역 - 도보 15분

## 사진

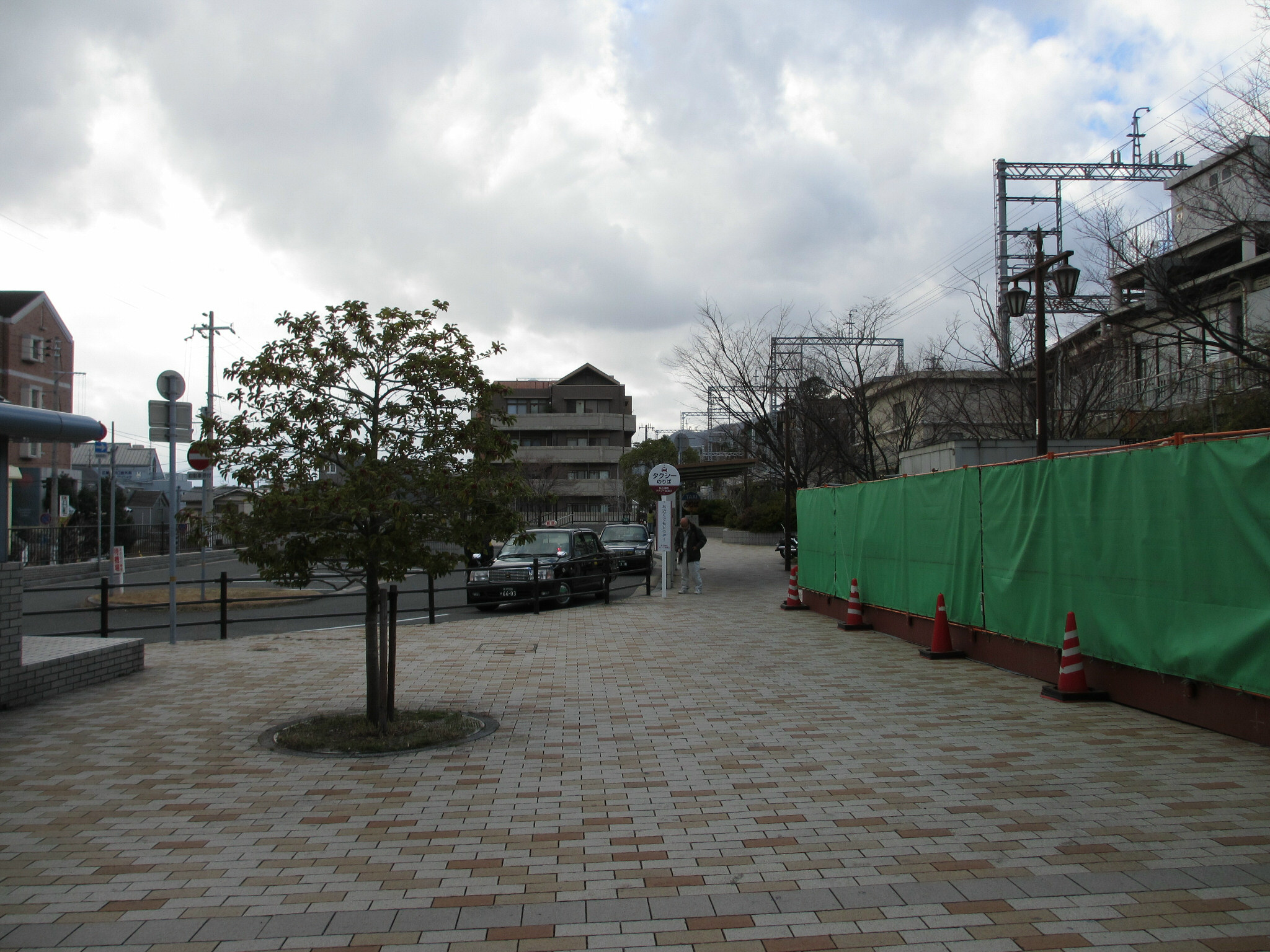
역전 광장
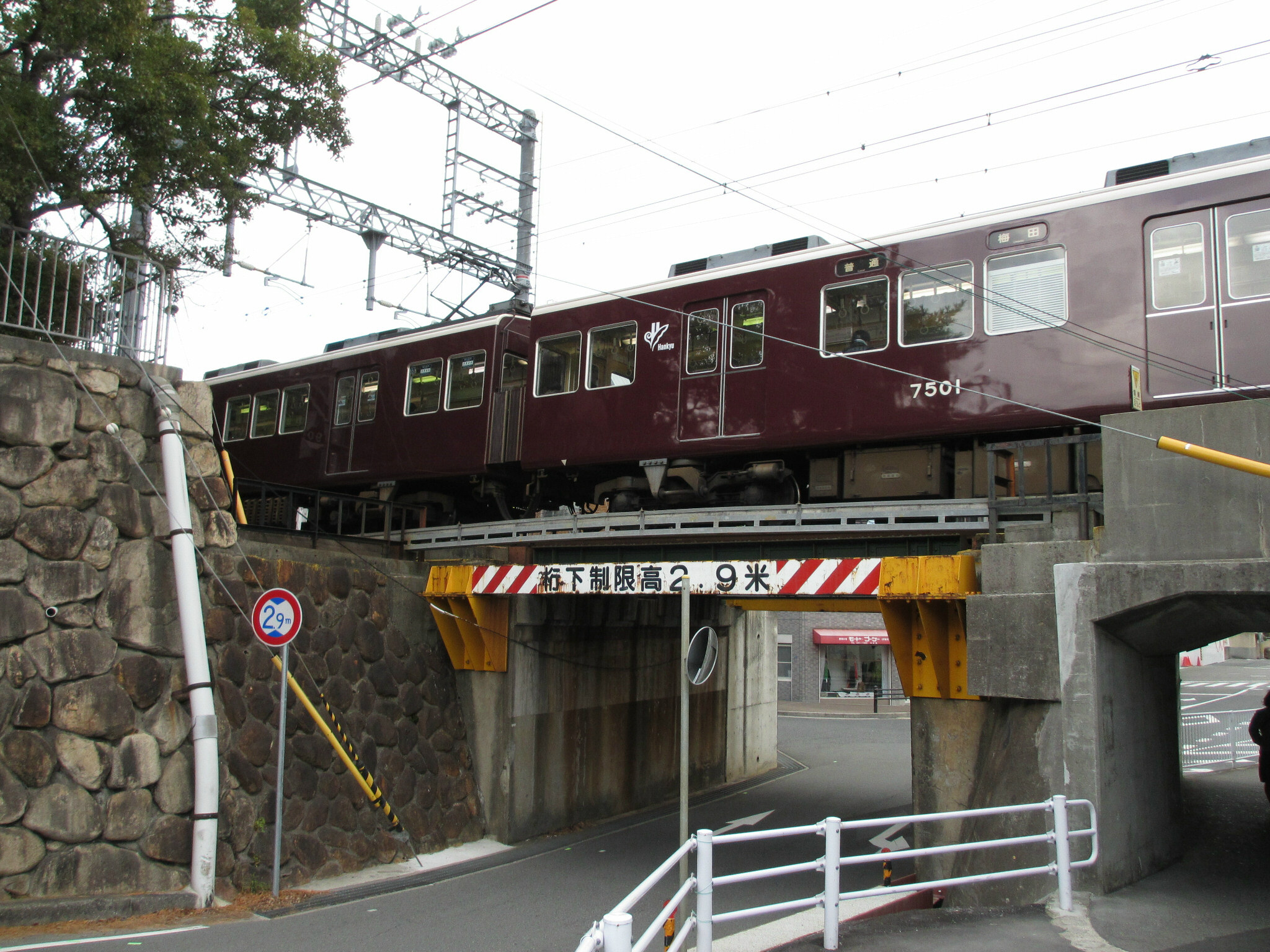
역전 밑 굴다리
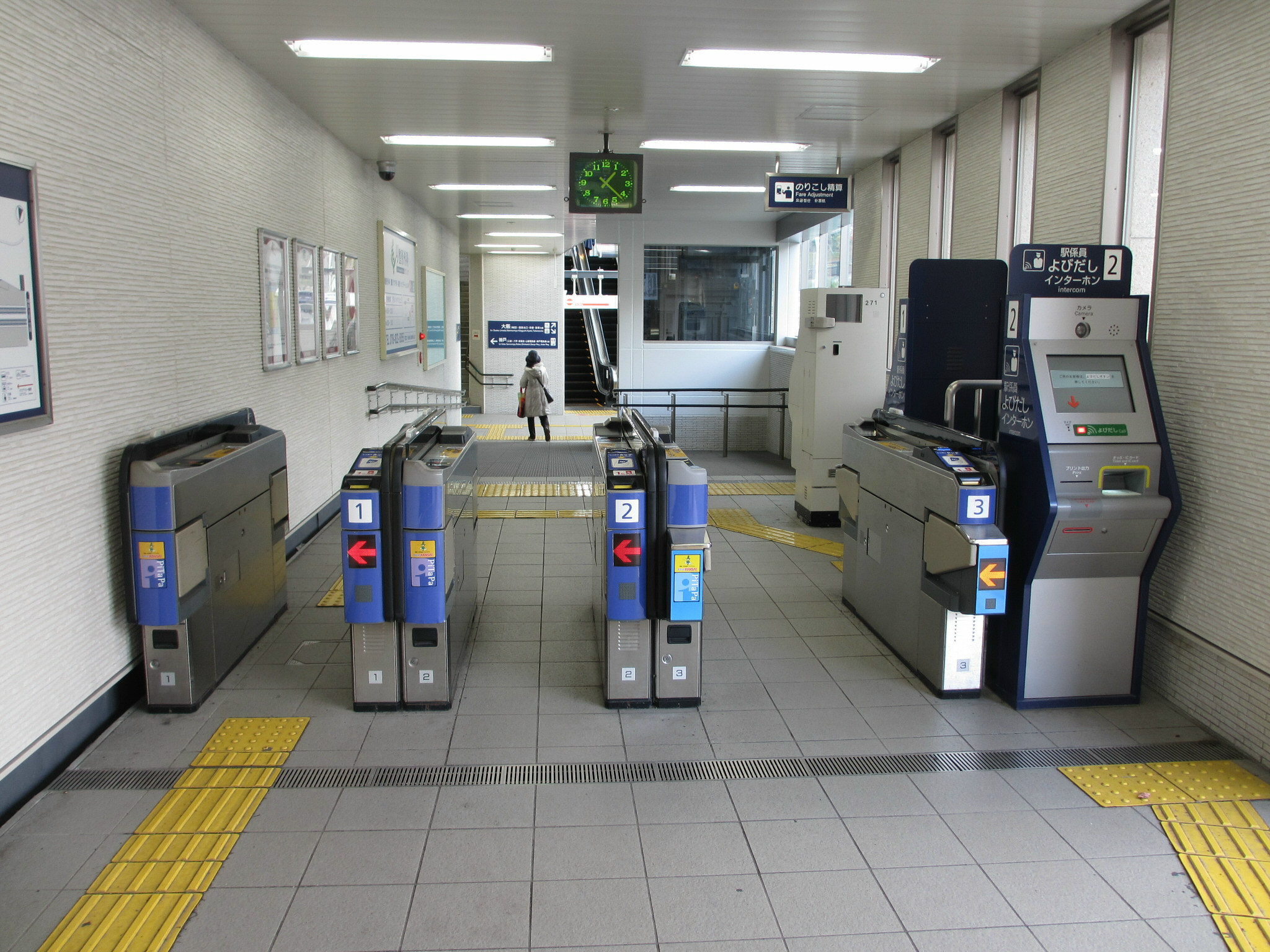
개찰구
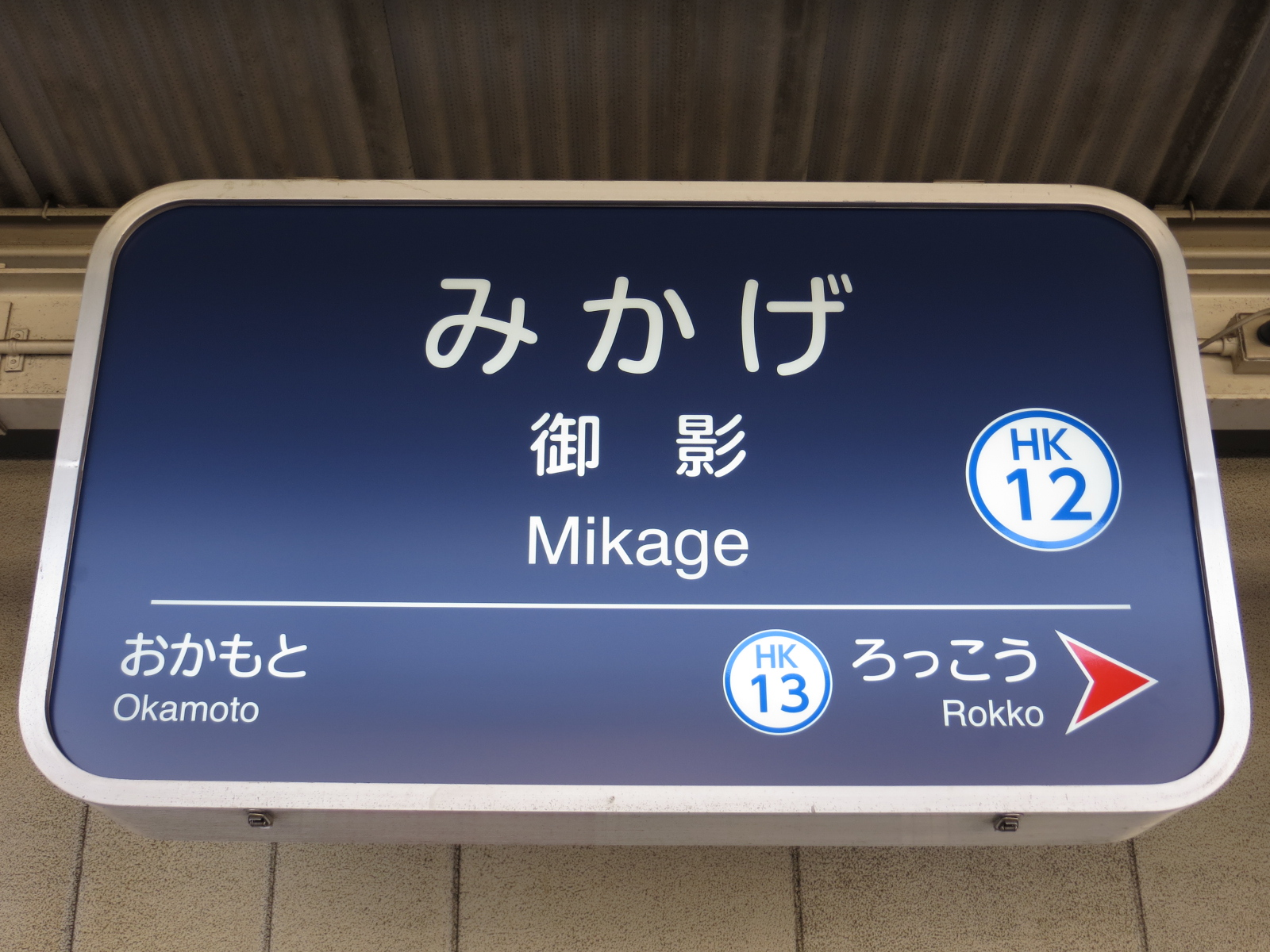
역명판
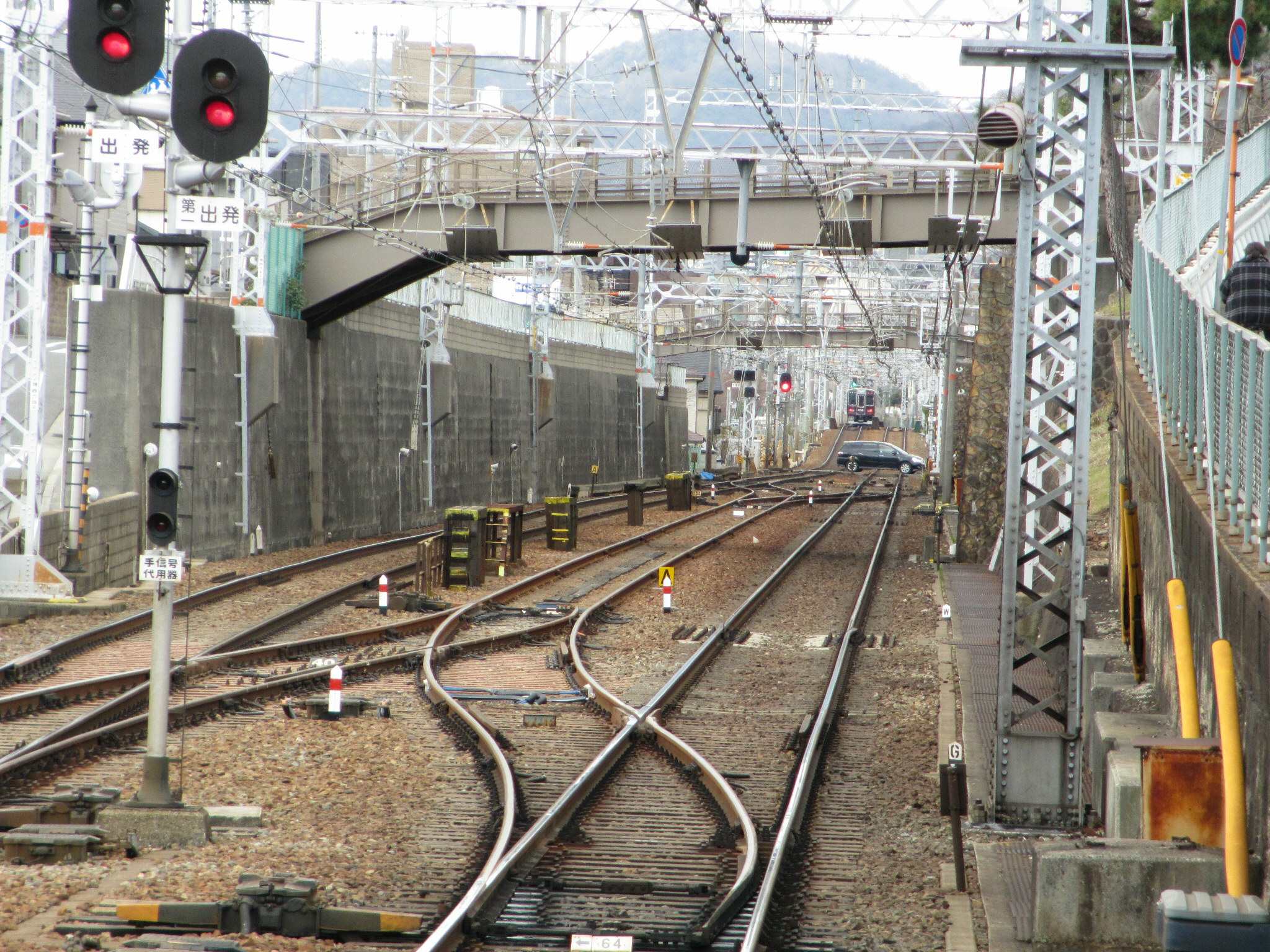
선로 분기부

## 인접역
| 한큐 전철 ■ 고베 본선      | 한큐 전철 ■ 고베 본선    | 한큐 전철 ■ 고베 본선    |
| -------------------------- | ------------------------ | ------------------------ |
| HK-11 오카모토 우메다 방면 | ■ 급행 ■ 통근급행 ■ 보통 | 롯코 HK-13 신카이치 방면 |